# Hermann-Josef Tebroke
Hermann-Josef Tebroke (nascido em 19 de janeiro de 1964) é um político alemão da União Democrática-Cristã (CDU) que actua como membro do Bundestag pelo estado da Renânia do Norte-Vestfália desde 2017.

## Carreira política
Tebroke tornou-se membro do Bundestag nas eleições federais alemãs de 2017. No parlamento, ele é membro do Comité de Finanças.